# Cervières (Altos-Alpes)
Cervières é uma comuna francesa na região administrativa da Provença-Alpes-Costa Azul, no departamento de Altos-Alpes. Estende-se por uma área de 109,68 km². Em 2010 a comuna tinha 197 habitantes (densidade: 1,8 hab./km²).